# Pamphobeteus antinous
Pamphobeteus antinous là một loài nhện trong họ Theraphosidae.
Loài này thuộc chi Pamphobeteus. Pamphobeteus antinous được Mary Agard Pocock miêu tả năm 1903.
Bản mẫu:Thể loại Commonsklein

## Hình ảnh

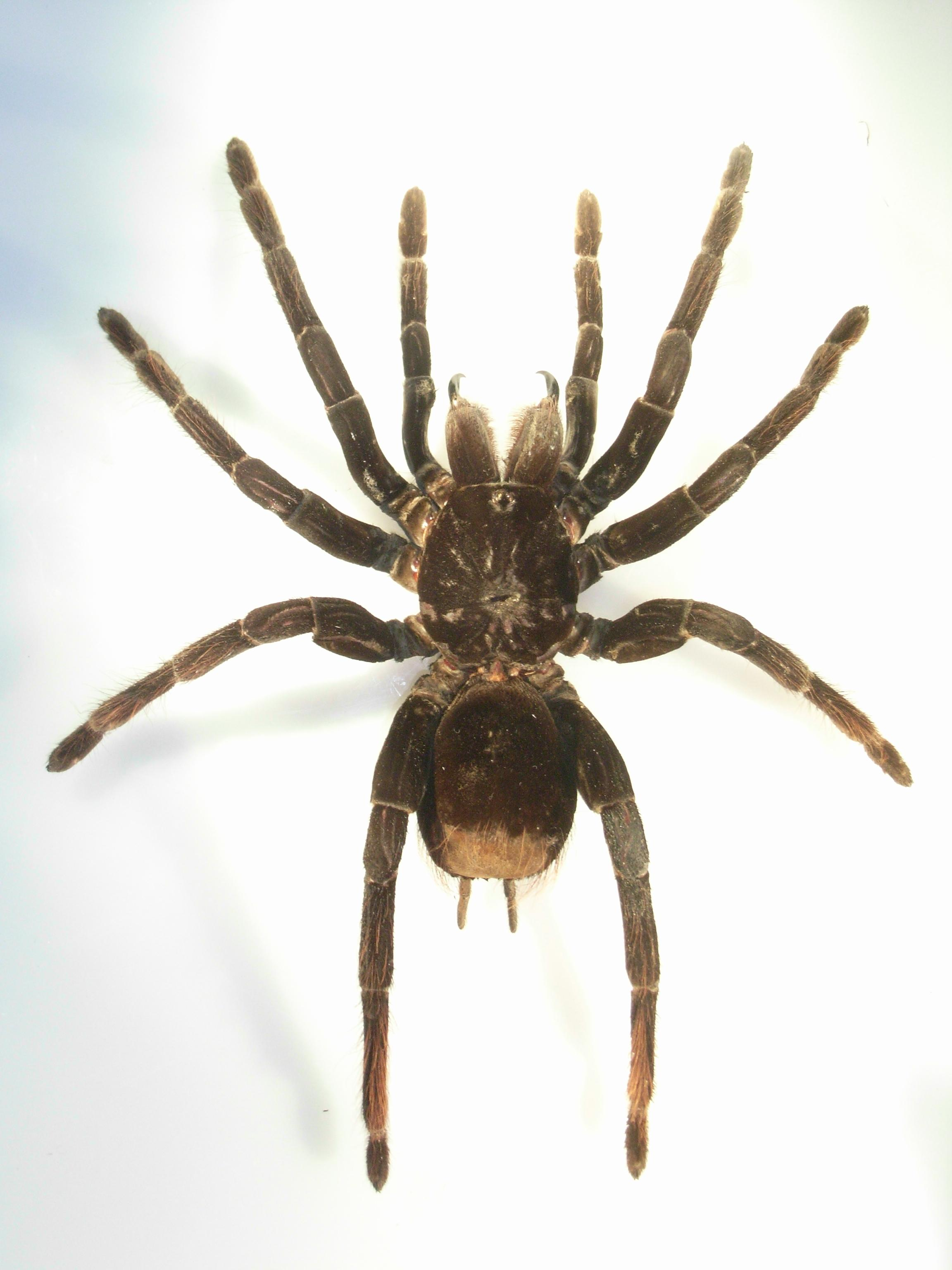
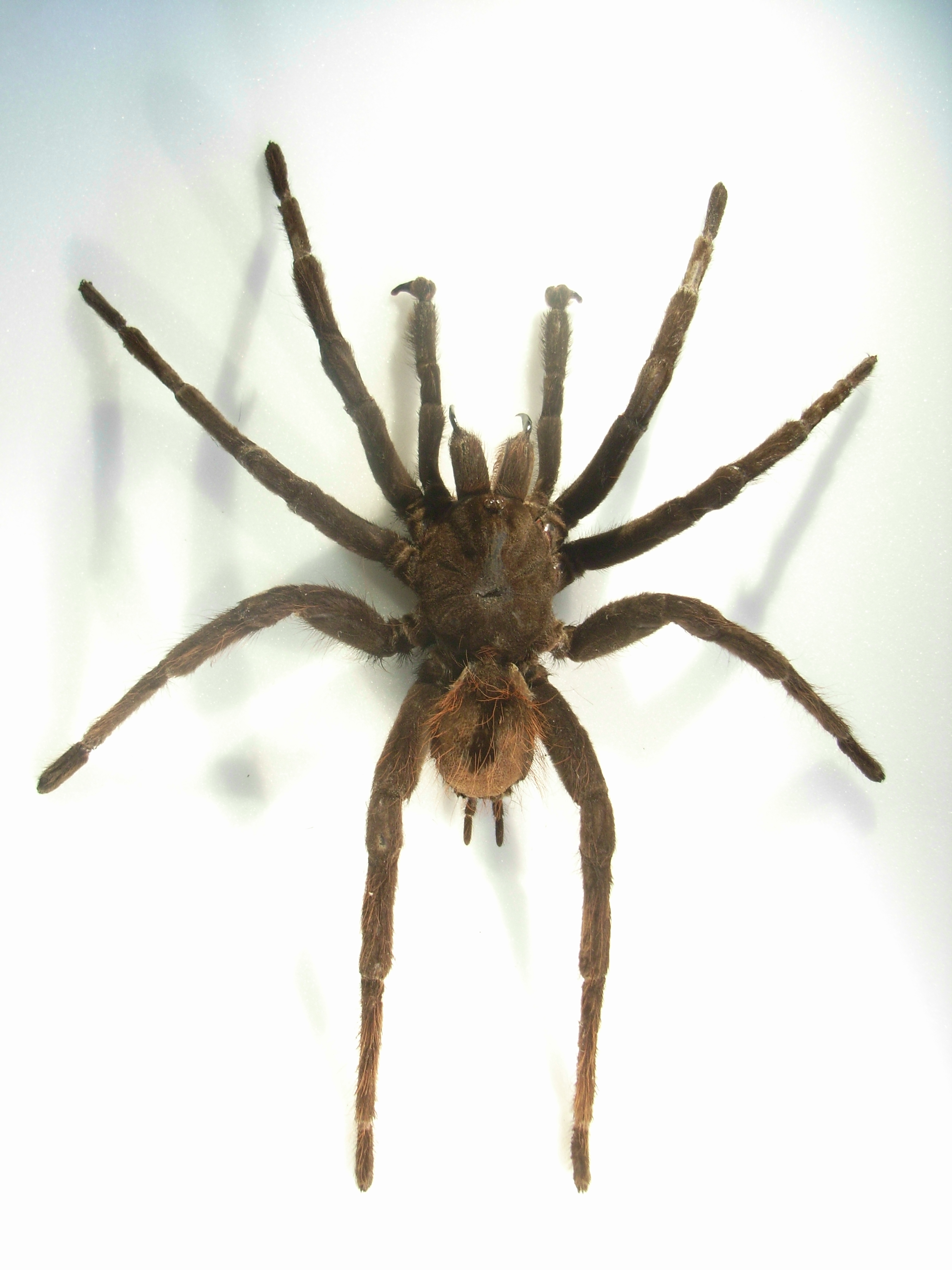